# Brandversicherungsanstalt Dresden (Gebäude)

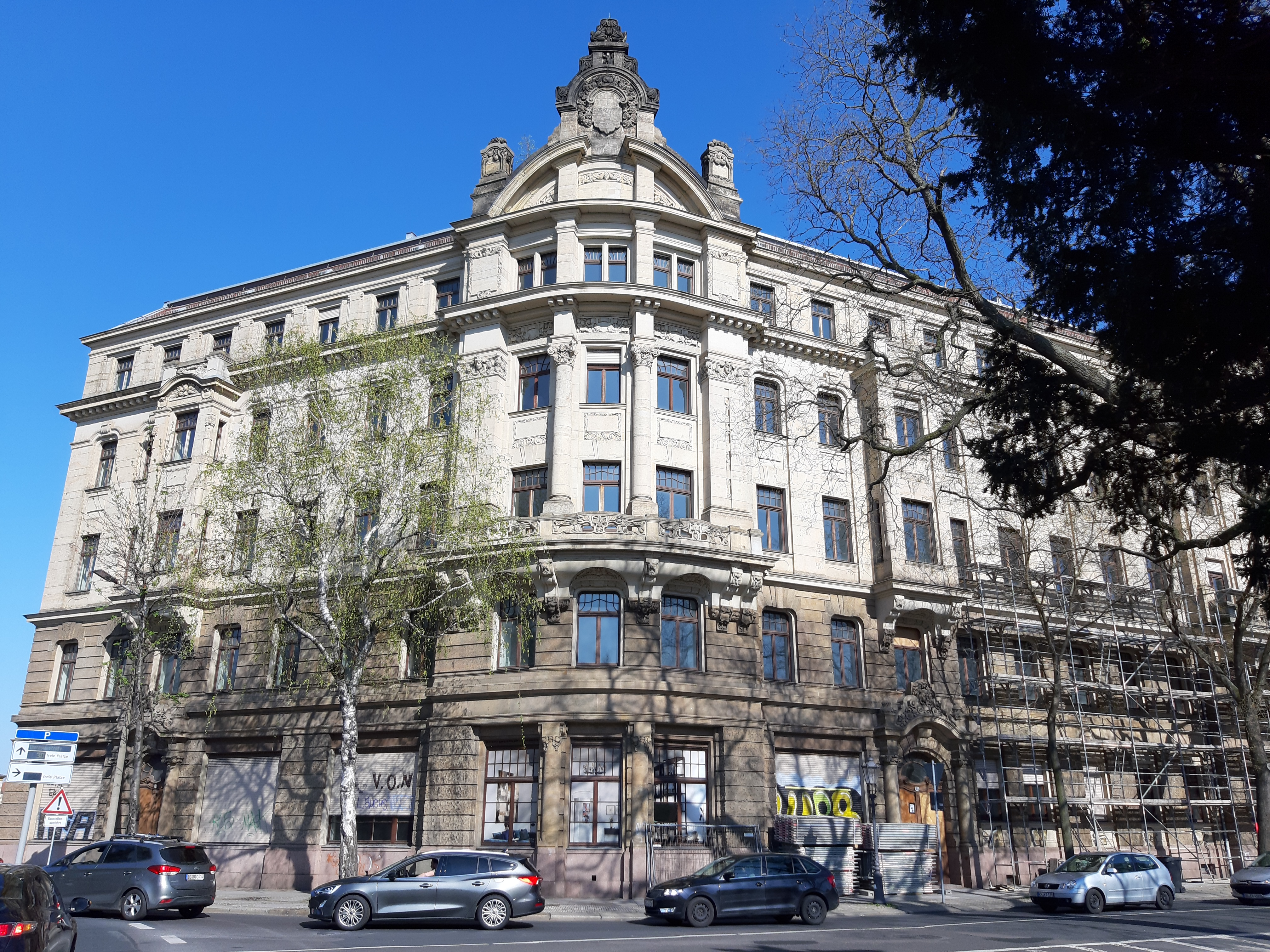
Ansicht vor der Sanierung 2019

Die Brandversicherungsanstalt (rechts) am Kaiser-Wilhelm-Platz (heute Palaisplatz) um 1904

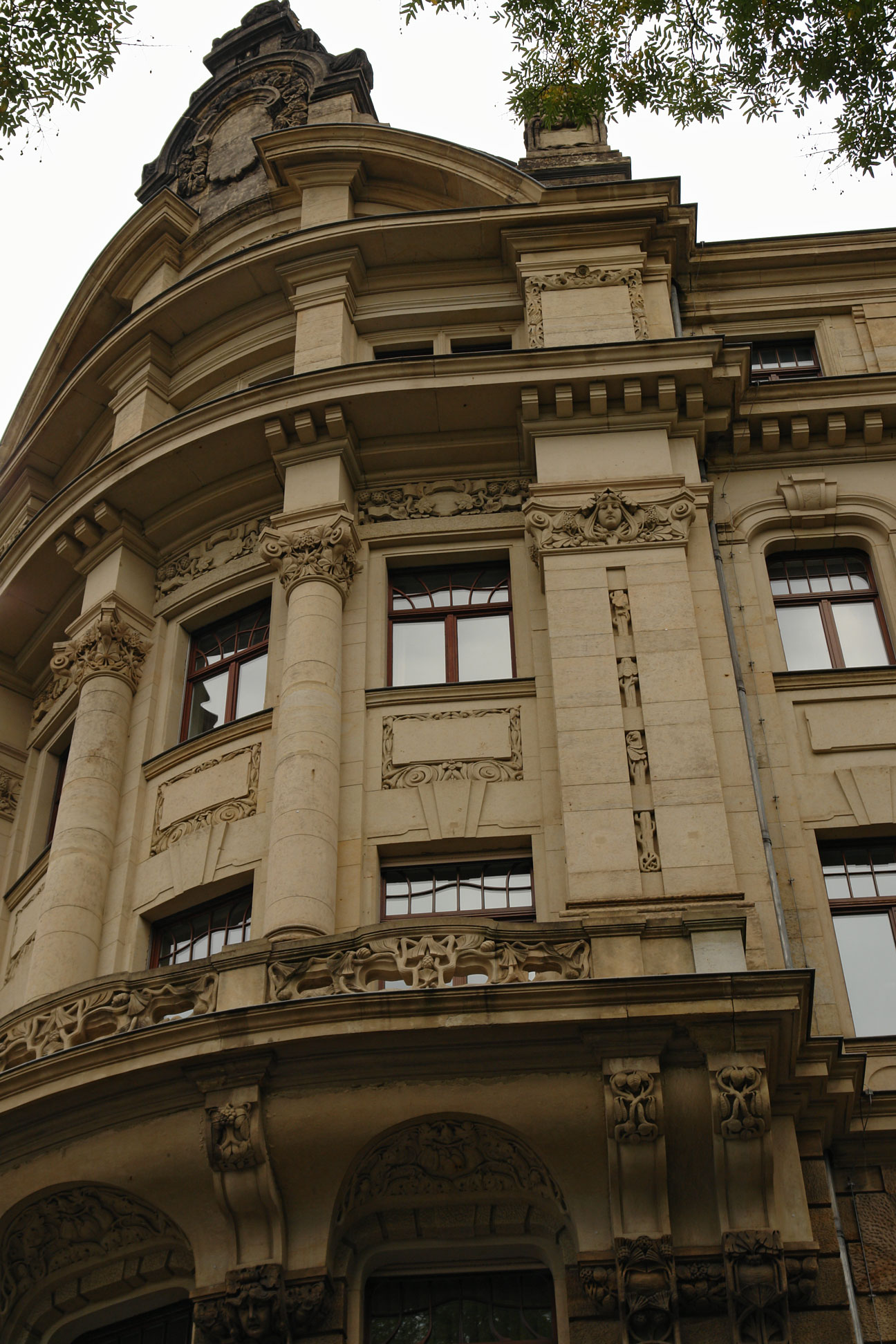
Fassadengestaltung

Die ehemalige Brandversicherungsanstalt ist ein unter Denkmalschutz stehendes Gebäude in der Inneren Neustadt von Dresden, Palaisplatz 2a–d. 2019 bis 2021 wird das Gebäude saniert, 52 Eigentumswohnungen werden darin eingerichtet.

## Beschreibung
Das palastartige Gebäude mit neobarocker Sandsteinfassade wurde von 1899 bis 1901 nach Entwurf des Architekten Oswald Haenel als repräsentativer Eckbau errichtet. Mit seinen zahlreichen Jugendstilelementen ist es der wahrscheinlich älteste öffentliche Bau mit solchem deutlich vernehmbarem Bauschmuck. Vier Treppenhäuser erschließen das fünfstöckige Baudenkmal. Nach der Brandversicherungsanstalt hatten die Dresdner Wasserwirtschaft und die Lokale Agenda ihren Sitz in dem Gebäude.
Zwischen 1990 und 1992 fand eine erste Sanierung zum Bürogebäude statt. Ab Ende der 1990er Jahre stand das Gebäude leer. Der damals geplante Umbau zu einem Luxushotel wurde nicht in Angriff genommen.
2016 kaufte die CG Gruppe das Gebäude. Im April 2019 begann die erneute Sanierung, geplant vom Architekturbüro Seidel+Architekten. Mit veranschlagten Gesamtkosten von 25 Millionen Euro sollten innerhalb von zwei Jahren auf einer Nutzfläche von 5334 Quadratmetern 52 Wohnungen entstehen. Während der Sanierung wurden unter anderem alte Stromleitungen und Fußbodendielen entfernt und nicht tragende Wände abgerissen, gleichzeitig aber die meisten der 180 alten Türen gesichert und aufgearbeitet. Auch die Türportale sollten erhalten sowie die geschwungenen Sandsteinelemente, die Plastiken und der Granitsockel gereinigt werden. In den Foyers sollte der Kunstmarmor aus der Bauzeit freigelegt werden. Außerdem sollte das Dach um 40 Zentimeter angehoben werden.